# Porto dos Milagres
Porto dos Milagres este o telenovelă braziliană care a fost produsă și expusă de Rede Globo în perioada 5 februarie-28 septembrie 2001, în total 203 de capitole, înlocuind Legături de familie și înlocuindu-se cu Clona.
A fost scrisă de Aguinaldo Silva și Ricardo Linhares, pe baza cărților Mar Morto și A Descoberta da América pelos Turcos, atât de scriitorul brazilian Jorge Amado.

## Distribuție
| Marcos Palmeira         | Gumercindo Vieira (Guma)               |
| Flávia Alessandra       | Lívia Proença de Assunção              |
| Antônio Fagundes        | Félix Guerreiro / Bartholomeu Guerrero |
| Cássia Kis              | Adma Guerrero                          |
| Arlete Salles           | Augusta Eugênia Proença de Assunção    |
| Luíza Tomé              | Rosa Palmeirão                         |
| Leonardo Brício         | Alexandre Guerrero                     |
| Camila Pitanga          | Esmeralda                              |
| José de Abreu           | Eriberto                               |
| Zezé Polessa            | Amapola Ferraço                        |
| Paloma Duarte           | Dulce                                  |
| Kadu Moliterno          | Dr. Rodrigo                            |
| Joana Fomm              | Rita                                   |
| Carla Marins            | Judite                                 |
| Marcelo Serrado         | Rodolfo Augusto Proença de Assunção    |
| Nathalia Timberg        | Ondina                                 |
| Louise Cardoso          | Maria Leontina                         |
| Zezé Motta              | Mãe Ricardina                          |
| Ana Lúcia Torre         | Salete                                 |
| Eduardo Galvão          | Otacílio Ferraço                       |
| Cláudia Alencar         | Epifânia                               |
| Tadeu Mello             | Venâncio                               |
| Cláudio Corrêa e Castro | Seu Babau                              |
| Tonico Pereira          | Chico                                  |
| Flávio Galvão           | Deodato                                |
| Roberto Bomtempo        | Jacques                                |
| Taís Araújo             | Selminha Aluada                        |
| Sérgio Menezes          | Rufino                                 |
| Fulvio Stefanini        | Osvaldo                                |
| Mônica Carvalho         | Maria do Socorro (Socorrinho)          |
| Daniela Faria           | Haydée Caolha                          |
| Guilherme Piva          | Alfeu                                  |
| Júlia Lemmertz          | Genésia                                |
| Vladimir Brichta        | Ezequiel                               |
| Marcélia Cartaxo        | Quirina                                |
| Renata Castro Barbosa   | Bela                                   |
| Miguel Thiré            | Alfredo Henrique                       |
| Bárbara Borges          | Luíza                                  |
| Thiago Farias           | Paçoca                                 |
| Ary Fontoura            | Deputado Pitágoras Williams Mackienzie |
| Glória Menezes          | Dona Coló                              |
| Letícia Sabatella       | Arlete                                 |
| Hugo Carvana            | Delegado Gouvêia                       |
| Reginaldo Faria         | Coronel Jurandir de Freitas            |
| Cristiana Oliveira      | Eulália                                |
| Maurício Mattar         | Frederico                              |
| Carolina Kasting        | Laura                                  |
| Tuca Andrada            | Leôncio                                |
| Ilva Niño               | Valdenice                              |
| Luiza Curvo             | Cecília                                |
| Eunice Muñoz            | Cigana                                 |